# شبرنگ (ماده)
شبرنگ نوعی ماده مخصوص براق و نورانی است. شبرنگ حاوی ماده فلورسئین و فسفر است که باعث می‌شود تا در تاریکی نور ساطع کرده و بدرخشد.

## کاربرد شبرنگ
از شبرنگ استفاده‌های بسیاری در زمینه‌های مختلف می‌شود.
امروزه شبرنگ‌ها در رنگها و طرح‌ها و کیفیت‌های مختلف تولید می شوندو در ساخت تابلوهای تبلیغاتی، علائم  راهنمایی و رانندگی و هشدار دهنده و پلاک وسیله نقلیه استفاده بسیاری دارند.
در برخی موارد با بکار بردن چسب شبرنگ در لباس مأموران انتظامی، راهداری و کارگران شهرداری امنیت جانی آنان را هنگام کار در شب بالا می‌برند و با درخشش لباس این افراد حتی در تاریکی مطلق، رانندگان متوجه حضور آنان شده و از بسیاری حوادث و خطرات احتمالی جلوگیری می‌نماید.
نوع ماژیک نیز با نام ماژیک شبرنگ یا فسفری تولید شده است که نوشتار آن در شب می‌درخشد. دیگر کاربردهای شبرنگ عبارتند از:
1. چاپ سیلک روی پارچه و...
2. تولید کیف و کفش
3. لوازم آرایشی و تزئینی
4. ساخت اسباب بازی
5. ساخت گل مصنوعی
6. رنگ آمیزی ساختمان.[۱]